# I. e. 139
Évszázadok: i. e. 3. század – i. e. 2. század – i. e. 1. század
Évtizedek: i. e. 180-as évek – i. e. 170-es évek – i. e. 160-as évek – i. e. 150-es évek – i. e. 140-es évek – i. e. 130-as évek – i. e. 120-as évek – i. e. 110-es évek – i. e. 100-as évek – i. e. 90-es évek – i. e. 80-as évek
Évek: i. e. 144 – i. e. 143 – i. e. 142 – i. e. 141 –  i. e. 140 – i. e. 139 – i. e. 138 – i. e. 137 – i. e. 136 – i. e. 135 – i. e. 134

## Események

### Róma
- Cnaeus Calpurnius Pisót és Marcus Popillius Laenast választják consulnak.
- A. Gabinius néptribunus bevezeti a titkos, viasztáblás szavazást.
- Cornelius Hispalus praetor peregrinus kiűzi Rómából a káldeus csillagjósokat, a zsidókat és Szabaziosz (frügiai és trák égisten) kultuszának követőit.
- Popillius Laenas consul a keltiberek elleni háborúban megostromolja Numantiát, de rohamát visszaverik, mire visszavonul és délen a luzitán felkelők elleni hadsereget erősíti.
- A luzitánok elleni harcot az előző évi consul, Quintus Servilius Caepio vezeti, de egy ideig megbénítja lovasságának lázadása. A luzitánok vezetője, Viriathus békét kér, de küldöttségét Caepio lefizeti, hogy gyilkolják meg a vezért. Amikor az orgyilkosok a fizetséget követelik, Caepio kijelenti, hogy "Róma nem fizet árulóknak" és megöleti őket. A luzitán felkelés véget ér.
- Róma elismeri a Hasmóneus-dinasztia vezette Júdea függetlenségét.

### Hellenisztikus birodalmak
- II. Démétriosz szeleukida király hadjáratot indít az országa keleti vidékeit megszálló pártusok ellen. Visszafoglalja Babilont, de aztán csatát veszít és fogságba esik. I. Mithridatész pártus király jól bánik vele és hozzáadja feleségül a lányát, Rhodogünét. Emiatt Démétriosz első felesége, Kleopátra Thea elválik tőle, feleségül megy a király öccséhez, Antiokhoszhoz és kikiáltja őt uralkodónak.

### Észak-Afrika
- A numidákat uraló három fivér közül kettő, Gulussa és Mastanabal ekkorra meghal; Micipsa marad a király. Neki nincs fia és egyedüli legális örököse, Mastanabal fia, elmebeteg. Micipsa örökbe fogadja Mastanabal törvénytelen fiét, Jugurthát és megteszi örökösének.

## Halálozások
- Viriathus, luzitán vezér[1]

## Fordítás
- Ez a szócikk részben vagy egészben  a(z)   139 av. J.-C. című francia Wikipédia-szócikk ezen változatának fordításán alapul.  Az eredeti cikk szerkesztőit annak laptörténete sorolja fel. Ez a jelzés csupán a megfogalmazás eredetét és a szerzői jogokat jelzi, nem szolgál a cikkben szereplő információk forrásmegjelöléseként.